# Pirofanita
La pirofanita es un mineral de la clase de los minerales óxidos de composición MnTiO3.
Fue descubierto en 1890 en una mina del municipio de Filipstad, en la provincia de Värmland (Suecia), recibiendo su nombre a partir del griego πΰρ (pir, «fuego») y φαίνεσθαι («parecer»), en alusión a su color rojo.

## Propiedades
De color rojo sangre, amarillo verdoso o rojo oscuro, la pirofanita es un mineral opaco —translúcido en secciones finas— de lustre metálico o submetálico.
Con luz transmitida adquiere coloración anaranjada.
Tiene dureza entre 5 y 6 en la escala de Mohs y densidad de 4,537 g/cm³.
Es lentamente soluble en ácido clorhídrico caliente.
Su composición elemental corresponde a un 47% MnO2 y un 53% de TiO2.
Además de estos elementos suele llevar como impurezas hierro y cinc.
Cristaliza en el sistema trigonal, clase romboédrica.
Es miembro del grupo mineralógico de la ilmenita, siendo el análogo con manganeso de geikielita (MgTiO3), ilmenita (Fe2+Ti4+O3) y ecandrewsita (ZnTiO3).
Forma una solución sólida con la ilmenita, en la que la sustitución gradual del manganeso por hierro va dando los distintos minerales de la serie.
Se puede confundir a veces con este mineral, del que se diferencia en la raya, por las reacciones químicas y a través de rayos X.

## Morfología y formación
En la naturaleza, la pirofanita forma cristales, finas laminas hexagonales, granos y agregados en rosetas.
Aparece principalmente en yacimientos de minerales del manganeso sometidos a metamorfismo. Menos común es su génesis como mineral accesorio en granitos, anfibolitas o serpentinitas. Muy raramente puede formar parte de meteoritos de tipo condrita.
Suele encontrarse asociado a otros minerales como ilmenita, geikielita, hematita, espinela, gahnita, cromita, magnetita, ganofilita, manganofilita, hendricksita, granate o calcita.

## Yacimientos
Los yacimientos de este mineral son escasos.
La localidad tipo está en la mina Pajsberg (Värmland, Suecia), país que tiene depósitos en Hedemora (Dalarna), Sundsvall (Medelpad), Finspång (Östergötland) y Östhammar (Uppland).
Noruega también cuenta con varios yacimientos (Landsverk, Rana, Sokndal y cerca de Larvik), así como la República Checa (Chvaletice).
En Japón este mineral se localiza en la minas Noda-Tamagawa (prefectura de Iwate) y Taguchi (prefectura de Aichi), y en Kasama (prefectura de Ibaraki); también en Brasil, en Serra do Navio (Amapá) y Cajati (São Paulo).
Por otra parte, se han encontrado buenos ejemplares de pirofanita en Mont Saint-Hilaire (Quebec, Canadá).